# Eric Traoré
Eric Traoré (ur. 21 maja 1996 roku w Wagadugu) – piłkarz reprezentujący Burkina Faso.

## Kariera klubowa
Eric Traoré jest wychowankiem US Ouagadougou. W barwach tej drużyny występował do 2016 roku. Następnie przeniósł się do Egiptu, gdzie reprezentował szereg drużyn. Od 2022 jest zawodnikiem klubu ENPPI Club.

## Kariera reprezentacyjna
Eric Traoré zadebiutował w reprezentacji Burkiny Faso 16 stycznia 2014 roku meczem z Marokiem w ramach Mistrzostw Narodów Afryki. Na dzień 13.11.2020 zawodnik ten wystąpił w 9 spotkaniach reprezentacji i zdobył 1 jedną bramkę.

## Bramki w reprezentacji
| Nr | Data                 | Obiekt        | Przeciwnik | Bramka na | Rezultat | Zawody          |
| -- | -------------------- | ------------- | ---------- | --------- | -------- | --------------- |
| 1. | 12 października 2020 | Stade El Abdi | Madagaskar | 1–2       | 1–2      | Mecz towarzyski |